# ピタゴラスのカップ

ピタゴラスのカップの断面図

ピタゴラスのカップ (英語: Pythagorean cup)は、古代ギリシアのピタゴラスが作ったとされるジョークグッズ。カップの中に一定以上の液体が注がれると、サイフォン効果でカップの中身が底部から全部こぼれ出る。

## 仕組み

Bの状態であれば、普通のコップとして使える。しかしCの位置まで入れると、サイフォンの原理が働いて中身が全てあふれ出る。

ピタゴラスのカップの外観は、カップ中央に柱状の突起がある以外に一見大きな変哲はない。しかし、この突起下部に小さな穴が開いており、その穴が足部を通じて底の穴と繋がっている。
カップに液体を入れると、液体は中央の突起下部の穴から入って柱を上っていくが、液体の量が柱の高さ（正確には柱に開けられた穴の高さ）を超えるまでは普通のカップのように使うことができる。しかし、液面がそれ以上上昇すると、液体は柱の中の壁を乗り越えて別の管に流れ込み、サイフォンの原理で中身全部がこぼれ出てしまう。

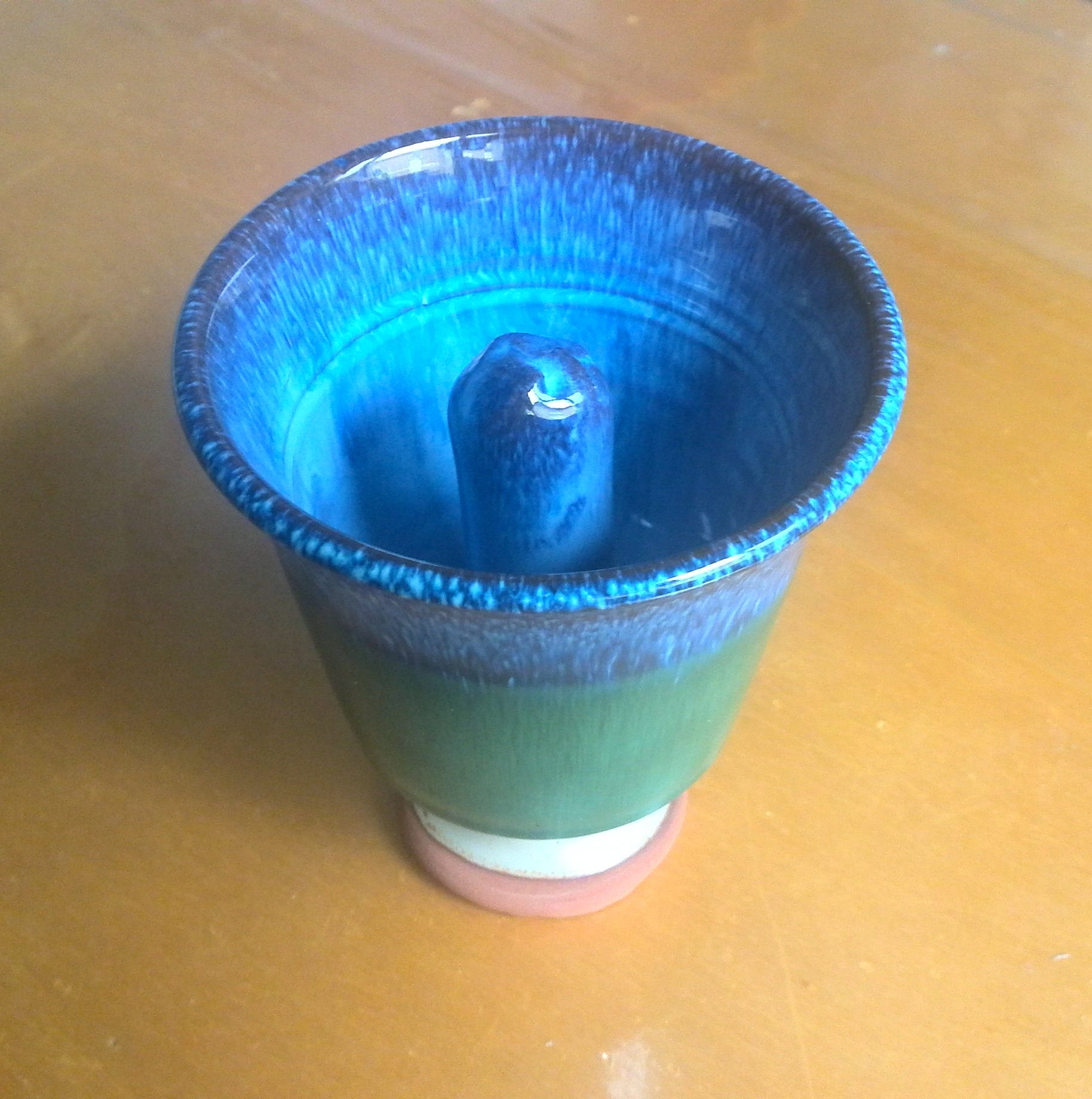
実際の作例
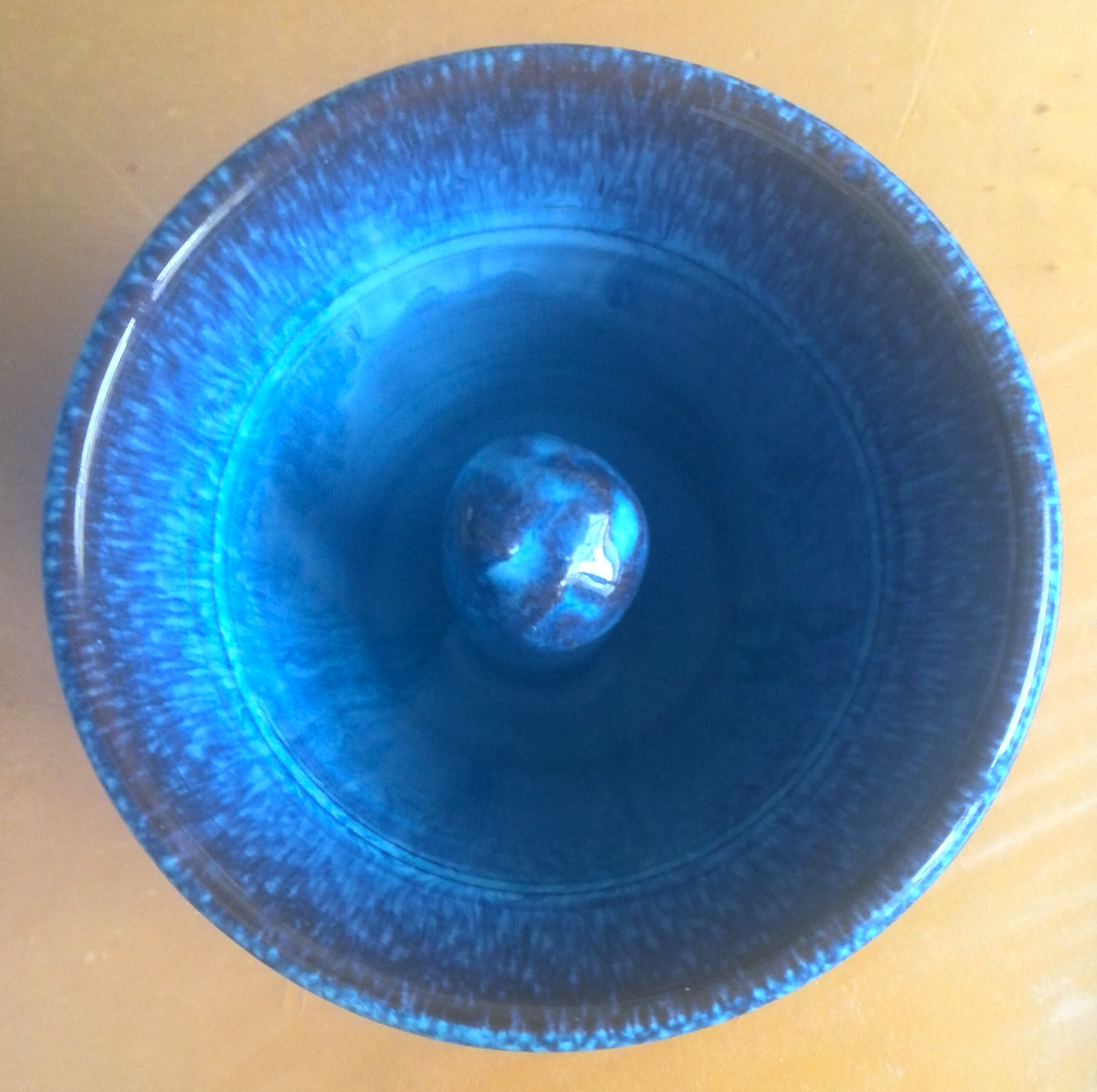
左の作例を真上から見る
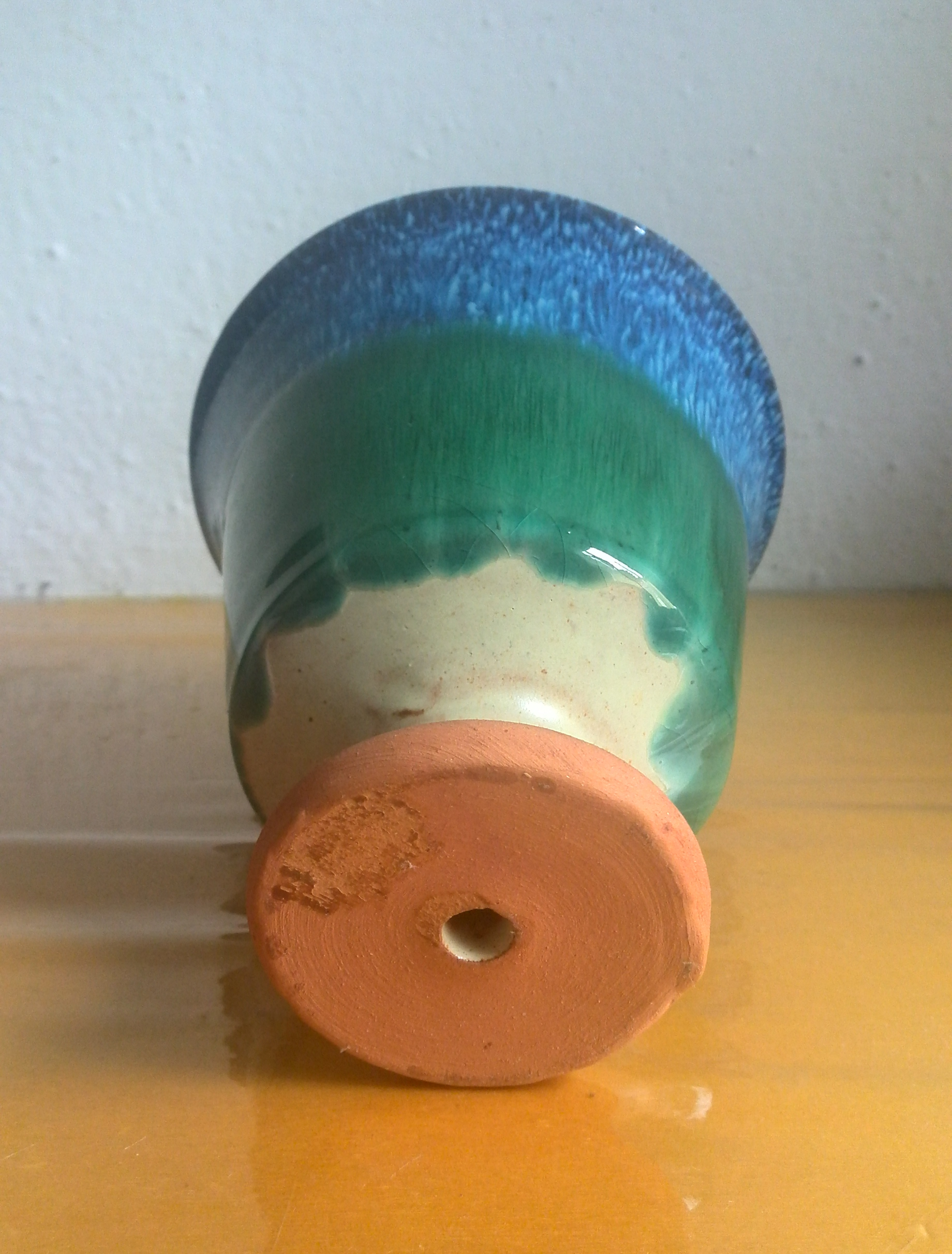
左の作例を底面から見る

## 応用

ソックスレー抽出器

この機構は、洋式便器にも応用されている。洋式便器も、ある一定以上の高さに水がたまると、便器の中身が全て下水側に流れ出る仕組みになっている。
ソックスレー抽出器は、フラスコから蒸発した溶媒が冷却管で凝縮された後、「ピタゴラスのカップ」に流れ込む構造になっている。カップの中には固体試料が入っており、溶媒で抽出された成分が一定時間ごとにフラスコに戻る。溶媒は再度蒸留される一方で抽出成分はフラスコに残ることを繰り返すので、溶解度が低い成分でも試料から抽出できる。
ジョークグッズのドリブルグラスは、ピタゴラスのカップの中央の柱に当たる部分が持ち手になっている。中身を飲むためにグラスを傾けて、液面が取手上部より高くなると、中身が取っ手の中の管を通って全部流れ出す。

## 歴史
ピタゴラスのカップは、ピタゴラスが発明したと言われており、昔から知られている。
中国には戒盈杯と名付けられたピタゴラスのカップがあり、言い伝えによると李瑁と楊貴妃の結婚の際に皇帝から贈られたという。また、明の初代皇帝朱元璋が磁器生産地の景徳鎮を整備させた際、浮梁の県令が皇帝に贈ったとも言われている。
1674年から1721年まで日本の越後長岡藩の第3代藩主を務めた牧野忠辰は、領民から「十分盃（十分杯とも）」と名付けられたピタゴラスのカップを贈られ、1687年にこれを詩にして、以後長岡藩では倹約に務めたという。JR東日本の観光列車「越乃Shu*Kura」では、2014年から十分盃の体験イベントを行っている。
石垣島には1780年ごろに伝わり、以後「八分さかずき」「教訓茶碗」の名で受け継がれている。